# Salonsaari (ö i Södra Savolax, S:t Michel, lat 62,17, long 27,15)
Salonsaari är en ö i Finland. Den ligger i sjön Iso-Naakkima och i kommunen Sankt Michel i den ekonomiska regionen  S:t Michel och landskapet Södra Savolax, i den södra delen av landet, 250 km nordost om huvudstaden Helsingfors. Öns area är 19,3 hektar och dess största längd är 1,4 kilometer i sydöst-nordvästlig riktning.